# Chamoli Gopeshwar
Chamoli Gopeshwar es una ciudad y municipio situada en el distrito de Chamoli,  en el estado de Uttarakhand (India). Su población es de 21447 habitantes (2011). Es el centro administrativo del distrito.

## Demografía
Según el censo de 2011 la población de Chamoli Gopeshwar era de 21447 habitantes, de los cuales 11432 eran hombres y 10015 eran mujeres. Chamoli Gopeshwar tiene una tasa media de alfabetización del 93,31%, superior a la media estatal del 78,82%: la alfabetización masculina es del 96,66%, y la alfabetización femenina del 89,53%.

## Clima
| Parámetros climáticos promedio de Chamoli Gopeshwar | Parámetros climáticos promedio de Chamoli Gopeshwar | Parámetros climáticos promedio de Chamoli Gopeshwar | Parámetros climáticos promedio de Chamoli Gopeshwar | Parámetros climáticos promedio de Chamoli Gopeshwar | Parámetros climáticos promedio de Chamoli Gopeshwar | Parámetros climáticos promedio de Chamoli Gopeshwar | Parámetros climáticos promedio de Chamoli Gopeshwar | Parámetros climáticos promedio de Chamoli Gopeshwar | Parámetros climáticos promedio de Chamoli Gopeshwar | Parámetros climáticos promedio de Chamoli Gopeshwar | Parámetros climáticos promedio de Chamoli Gopeshwar | Parámetros climáticos promedio de Chamoli Gopeshwar | Parámetros climáticos promedio de Chamoli Gopeshwar |
| Mes                                                 | Ene.                                                | Feb.                                                | Mar.                                                | Abr.                                                | May.                                                | Jun.                                                | Jul.                                                | Ago.                                                | Sep.                                                | Oct.                                                | Nov.                                                | Dic.                                                | Anual                                               |
| --------------------------------------------------- | --------------------------------------------------- | --------------------------------------------------- | --------------------------------------------------- | --------------------------------------------------- | --------------------------------------------------- | --------------------------------------------------- | --------------------------------------------------- | --------------------------------------------------- | --------------------------------------------------- | --------------------------------------------------- | --------------------------------------------------- | --------------------------------------------------- | --------------------------------------------------- |
| Temp. máx. media (°C)                               | 13.4                                                | 15.9                                                | 20.5                                                | 26                                                  | 29.3                                                | 28.3                                                | 25                                                  | 24.4                                                | 24.2                                                | 22.4                                                | 18.3                                                | 14.8                                                | 21.9                                                |
| Temp. media (°C)                                    | 8.6                                                 | 10.4                                                | 14.7                                                | 19.1                                                | 22.5                                                | 22.8                                                | 21.3                                                | 20.9                                                | 20.1                                                | 17.1                                                | 13                                                  | 9.8                                                 | 16.7                                                |
| Temp. mín. media (°C)                               | 3.8                                                 | 4.9                                                 | 9                                                   | 12.3                                                | 15.7                                                | 17.4                                                | 17.6                                                | 17.4                                                | 16                                                  | 11.8                                                | 7.8                                                 | 4.9                                                 | 11.6                                                |
| Precipitación total (mm)                            | 74                                                  | 76                                                  | 77                                                  | 36                                                  | 48                                                  | 140                                                 | 322                                                 | 271                                                 | 150                                                 | 66                                                  | 12                                                  | 33                                                  | 1305                                                |
| Fuente: Climate-Data.org                            |                                                     |                                                     |                                                     |                                                     |                                                     |                                                     |                                                     |                                                     |                                                     |                                                     |                                                     |                                                     |                                                     |